# Julia Garajeva
Julia Raviljevna Garajeva (ryska: Юлия Равильевна Гараева), född den 27 juli 1968 i Moskva, Ryssland, är en rysk fäktare som tog OS-brons i damernas lagtävling i värja i samband med de olympiska fäktningstävlingarna 1996 i Atlanta.